# Euplectes nigroventris
El obispo de Zanzíbar (Euplectes nigroventris) es una especie de ave paseriforme de la familia Ploceidae endémica de África oriental.

## Distribución
Se encuentra en el este de Tanzania, sureste de Kenia y norte de Mozambique.